# Jean Joseph Marius Diouloufet
Jean Joseph Marius Diouloufet, né à Éguilles (Bouches-du-Rhône) le 19 septembre 1771 et mort à Cucuron (Vaucluse), le 19 mai 1840, est un poète provençal de langue provençale et française.

## Biographie
Séminariste de formation, il est contraint de fuir la Provence pour l'Italie lors de la Révolution de 1789 et y apprend l'italien. De retour en France, il épouse Mlle Laugier, une jeune fille de Rognes, dont la beauté est qualifiée de « remarquable » et que Diouloufet lui-même appelle « l'étoile de son village ». Sous l'Empire, il devient négociant à Aix-en-Provence et ami de l'historien Ambroise Roux-Alphéran. Il vivait dans la même rue que lui. Bibliothécaire d'Aix, il perd son poste à la Révolution de 1830. Il mourut d'une apoplexie foudroyante à la table de son ami, le curé de Cucuron.
Il est l'auteur de poésies provençales, de fables et de contes qui connaissent en leur temps un succès important. Son œuvre se caractérise par l'utilisation d'un provençal très pur. Sa mort survient alors qu'il préparait un dictionnaire franco-occitan qui ne paraîtra pas.

## Publications
- Leis Magnans, pouémo didactique, en quatre chants, eme de notos de la coumpousitien de M. Diouloufet (Les vers à soie), poème en quatre chants, chez Augustin Pontier, 1819, in-8°, 109 p. avec planches
- Collabore à l'anthologie Lou Bouquet prouvençau, 1823
- Fablos, contes, epitros et autros pouesios prouvençalos (Fables, poésies, épîtres et autres poèmes provençaux), Gaudibert, 1829, in-8, Aix-en-Provence, tiré à 200 exemplaires[8].
- Le Don Quichotte philosophe, ou Histoire de l'avocat Hablard, 2e ed., 4 tomes, Lyon, Pelagaud et Lesne, 1841, 388 p[9].

Roux-Alphéran signale aussi « ses aimables chansons si populaires dans toutes les provinces du midi en 1814 et 1815 », notamment les Alléluia sur le retour des Bourbons.